# Kelly Lee Owens
Kelly Lee Owens (* 24. srpna 1988) je velšská hudebnice, věnující se elektronické hudbě.
Pochází ze severního Walesu. Jejím rodným jazykem je angličtina; velšsky rozumí, ale nemluví plynně. Od čtrnácti do šestnácti let zpívala ve školním sboru. Rovněž hrála na baskytaru a bicí. V devatenácti letech se z Walesu odstěhovala do Manchesteru, kde pracovala jako pomocná zdravotní sestra. V roce 2009 se rozhodla naplno věnovat své hudební kariéře. V té době hrála na baskytaru v indierockové skupině The History of Apple Pie. Roku 2013 se podílela na albu Daniela Averyho nazvaném Drone Logic.
V březnu 2017 vydala svou první dlouhohrající desku s názvem Kelly Lee Owens. Album jí vyneslo nominaci na Welsh Music Prize. V roce 2018 remixovala píseň „New York“ z alba Masseduction americké hudebnice St. Vincent. Také vytvořila remix písně „Arisen My Senses“ od Björk. K vydání její druhé desky Inner Song došlo v květnu 2020. Obsahuje mimo jiné píseň „Corner of My Sky“ s hostujícím zpěvákem Johnem Calem. Album bylo úspěšně nominováno na Welsh Music Prize. V roce 2021 nahrála oficiální píseň mistrovství světa ve fotbale žen 2023 nazvanou „Unity“.
Další desku, nazvanou LP.8, vydala koncem dubna 2022. Jejím koproducentem byl norský hudebník Lasse Marhaug. V roce 2023 předskakovala skupině Depeche Mode při severoamerické části jejího turné k albu Memento Mori. V říjnu 2024 vydala své čtvrté album Dreamstate.

## Diskografie
- Kelly Lee Owens (2017)
- Inner Song (2020)
- LP.8 (2022)
- Dreamstate (2024)